# Adetus pictus
Adetus pictus är en skalbaggsart som beskrevs av Bates 1880. Adetus pictus ingår i släktet Adetus och familjen långhorningar.
Artens utbredningsområde är:
- Belize.
- Guatemala.
- Honduras.
- Nicaragua.
- Panama.

Inga underarter finns listade i Catalogue of Life.